# King Lear (film, 1976)
Pour les articles homonymes, voir King Lear (film).
Pour plus de détails, voir Fiche technique et Distribution.
King Lear est un film britannique, réalisé par Steven Rumbelow, sorti en 1976.

## Fiche technique
- Titre original : King Lear
- Réalisation : Steven Rumbelow
- Scénario : Steven Rumbelow (adaptation)
- Histoire : William Shakespeare, d'après sa pièce éponyme
- Photographie : Peter Harvey
- Montage : Mick Audsley
- Costumes : Rita Rumbelow
- Société(s) de production : British Film Institute (BFI), Triple Action Theatre
- Pays d'origine : Royaume-Uni
- Année : 1976
- Langue originale : anglais
- Format : couleur
- Genre : drame
- Durée :

## Distribution
- Chris Auvache : …
- Monica Buford : …
- Mark Danvers Heron : le duc de Cornwall
- Stuart Cox : le comte de Gloucester
- Cengiz Saner : le fou du Roi
- Paul Haley : le Capt. d'Edmund
- Helena Paul : …
- Tim Jones : Poor Tom
- Steven Rumbelow : Oswald